# Frans Doolaard
Frans Doolaard (Den Haag, 5 september 1931 - Schoonhoven, 14 augustus 2015) was een van de eerste en meest toonaangevende pedalsteelgitaristen van Nederland in de jaren zeventig.

## Biografie
Frans Doolaard begon op zijn 17e jaar te spelen in diverse orkesten in Den Haag als hawaiigitarist. In 1960 trad hij toe tot de Kilima Hawaiians en speelde vanaf 1965 met The Riats met Louis Debij, vanaf 1968 met de heropgerichte Chico's. Hij bouwde zijn eigen pedalsteelgitaren met het merk "Dooley", als eerste speler op dit instrument in Nederland werd hij in de jaren zeventig voor alle opnamen gevraagd waar de pedalsteel op voorkwam. Als sessiemuzikant bij Boudewijn de Groot, Saskia & Serge, Don Rosenbaum (Swimming Into Deep Water), Pussycat (Mississippi), Greenfield & Cook, the Cats, George Baker Selection en vele anderen. Daarnaast maakte hij 5 instrumentale solo-lp's.
Wegens gezondheidsproblemen is hij het in de jaren tachtig rustiger aan gaan doen. Hij speelde nog tot 2010 voornamelijk in Frankrijk. Hij overleed na een langdurige ziekte op 14 augustus 2015.